# توماس كار (كاهن كاثوليكي)
توماس كار (بالإنجليزية: Thomas Joseph Carr)‏ هو كاهن كاثوليكي أسترالي، ولد في 10 مايو 1839 في Moylough ‏ في جمهورية أيرلندا، وتوفي في 6 مايو 1917 في ملبورن في أستراليا.